# Weberske apparat
Det weberske apparat er nogle små knogler, som hos karper, maller og beslægtede (karpelaksordenen) forbinder det indre øre med svømmeblæren, hvilket giver fiskene en god hørelse – de kan således høre højfrekvente lyde.
| Dyr | Spire Denne artikel om dyr er en spire som bør udbygges. Du er velkommen til at hjælpe Wikipedia ved at udvide den. |